# Phacelia lyallii
Espèce
Classification phylogénétique
Phacelia lyallii, la phacélie de Lyall, est une espèce de plantes. Elle appartient à la famille des Hydrophyllaceae selon la classification classique, ou à celle des Boraginaceae selon la classification phylogénétique.

## Habitat
On retrouve la plante dans les régions montagneuses des Rocheuses, à l'ouest de l'Amérique du Nord, et en particulier dans les États américains du Montana et du Wyoming et dans les provinces canadiennes d'Alberta et de Colombie-Britannique.